# Sannio Coda di Volpe spumante
Il Sannio Coda di Volpe spumante è un vino DOC la cui produzione è consentita nella provincia di Benevento.

## Caratteristiche organolettiche
- colore: paglierino più o meno intenso
- odore: delicato, caratteristico
- sapore: asciutto, pieno, tipico, a volte vivace

## Produzione
Provincia, stagione, volume in ettolitri
- nessun dato disponibile